# Claude Picasso
Claude Ruiz Picasso (15. května 1947 – 24. srpna 2023) byl francouzský fotograf, kameraman, filmový režisér, vizuální umělec, grafik a obchodník.

## Životopis
Byl synem Françoise Gilotové a Pabla Picassa a starším bratrem Palomy Picasso. Na přání Gilotové byl pojmenován po Claudu Gillotovi (1673–1722), průkopnickém francouzském rokokovém umělci a rádci umělce Jeana-Antoina Watteaua. Do dvanácti let se jmenoval Claude Gilot V roce 1968 potkal Saru Lavnerovou (Schultzovou), mladou ženu z Brooklynu. Lavnerová a Picasso se vzali v roce 1969 a rozvedli se v roce 1972.
Když jeho otec zemřel, působil jako fotograf v New Yorku. V té době zažil období odcizení od svého otce kvůli matčiným memoárům Život s Picassem z roku 1964. Odkaz jeho otce se pro něj přesto ukázal jako důležitý a založil „Picassovu administrativu“, která se starala o autorská práva a další právní záležitosti.
Picasso žil v New Yorku v letech 1967 až 1974. Téměř rok byl fotografickým asistentem Richarda Avedona a studoval film a mizanscénu v Actors Studio. Pracoval také jako fotoreportér pro Time Life, Vogue a Saturday Review. 
Také vlastnil a závodil s historickými automobily.
Picasso zemřel 24. srpna 2023 ve věku 76 let.

## Ocenění
Claude Picasso byl v roce 2011 vyznamenán Řádem Čestné legie za svou osobní práci fotografa, kameramana a vizuálního umělce a také za snahu spravovat dědictví svého otce.